# Teor
Teor (im furlanischen Dialekt: Teôr) ist ein Ort und war eine Gemeinde (comune) in der Provinz Udine in Friaul-Julisch Venetien im Nordosten Italiens. Teor liegt etwa 38 Kilometer südwestlich von Udine auf einer Höhe von 12 m. s. l. m. und gehört seit 2014 zur Gemeinde Rivignano Teor. Ortsheiliger ist Maurus.
Die Gemeinde Teor schloss sich am 1. Januar 2014 mit Rivignano zur neuen Gemeinde Rivignano Teor zusammen. Sie zählte am 31. Dezember 2013 1952 Einwohner auf einer Fläche von 16,9 km². Zur Gemeinde gehörten die Fraktionen Campomolle, Chiarmacis, Driolassa und Rivarotta. Nachbargemeinden waren Palazzolo dello Stella, Pocenia, Rivignano und Ronchis.

## Persönlichkeiten
- Fulvio Collovati (* 1957), Fußballspieler

## Verkehr
Durch die ehemalige Gemeinde (am Ortsteil Rivarotta entlang) führt die Autostrada A4 von Turin nach Triest. 